# Fiskgubben, Hälsingland
Fiskgubben är en sjö i Bollnäs kommun i Hälsingland och ingår i Testeboåns huvudavrinningsområde. Sjön har en area på 0,0862 kvadratkilometer och ligger 271,2 meter över havet.

## Delavrinningsområde
Fiskgubben ingår i det delavrinningsområde (677236-153098) som SMHI kallar för Ovan 677207-153044. Medelhöjden är 276 meter över havet och ytan är 0,46 kvadratkilometer. Räknas de 7 avrinningsområdena uppströms in blir den ackumulerade arean 20,24 kvadratkilometer. Vattendraget som avvattnar avrinningsområdet har biflödesordning 2, vilket innebär att vattnet flödar genom totalt 2 vattendrag innan det når havet efter 86 kilometer. Avrinningsområdet består mestadels av skog (71 procent). Avrinningsområdet har 0,09 kvadratkilometer vattenytor vilket ger det en sjöprocent på 18,9 procent.